# Данилюк Галина Іванівна
Галина Іванівна Данилюк (24 січня 1940, с. Лопатин (нині — Самгородоцька сільська громада Хмільницького району Вінницької області)) — українська вишивальниця і педагогиня. Дочка Ганни Бортник. Майстриня традиційного народного мистецтва (1988). Заслужений майстер народної творчості України (2007). Членкиня Національної спілки майстрів народного мистецтва України (1991).
Вишивати навчилась від матері. Навчалася у Київському заочному технікумі легкої промисловості, який закінчила у 1964 році. У період з 1955 року по 1998 працювала на різних посадах в артілі «Художекспорт» (виробничо-художньому об'єднанні «Вінничанка»).
Брала участь у низці мистецьких виставок. 
Володіє понад сотнею технік ручної вишивки.